# Emilio Caprile
Emilio Caprile (Génova, provincia de Génova, 30 de septiembre de 1928-Ibidem., 5 de marzo de 2020) fue un futbolista italiano. Se desempeñaba en la posición de delantero.

## Biografía
Originario del distrito genovés de Staglieno, creció en el fútbol en su juventud de Génova 1893 (que volverá a llamarse "Génova" al final de la Segunda Guerra Mundial ) dirigido por Luigi Burlando [2] en donde cubrió la posición de ala izquierda, donde explotó su gran velocidad. [3]
Guido Ara lo insertó, aún no tenía diecisiete años, en la alineación del primer equipo rossoblu que participó en la Copa de la Ciudad de Génova, que en los primeros meses de 1945 reemplazó el campeonato normal debido a los eventos de guerra que conmocionaron a Europa en ese período. [4] La competencia fue ganada por el rossoblu que superó a los rivales de Liguria el último día. Caprile y cada ganador de la competencia recibieron 20,000 liras como premio por el futuro presidente de Rossoblu, Antonio Lorenzo . [2]
Debutó en la Serie A a los 17 años con Génova en una derrota por 9-1 ante el Inter el 23 de diciembre de 1945. [4] En su militancia en Génova, jugó cinco partidos, sin goles, en la División Nacional 1945-1946 y tres en la Copa. Alta Italia, en la que marcó sus dos únicos goles en rossoblu, en el 5-1 del 30 de junio de 1946 contra el Sampierdarenese y el gol 1-1 contra Novara del 14 de julio siguiente. [4] La temporada siguiente fue traspasado a Sestrese, inscrito en la Serie B 1946-47, donde a pesar de sus 19 goles, relegado a la Serie C. [4] La siguiente temporada permaneció en la cadetry con la camiseta de Legnano, donde gracias a sus 13 goles en 34 juegos obtuvo el cuarto lugar final y fue llamado por la Juventus, quien lo contrató. [4]
En la Serie A 1948-1949 con el bianconeri obtuvo el cuarto lugar final jugando 32 juegos y marcando 9 goles. [4] Cerrado del compromiso del danés Karl Aage Præst, se mudó con un préstamo de dos años al Atalanta, donde jugó dos temporadas en buenos niveles, ganando la convocatoria para la Copa Mundial de 1950 y el regreso a la Juventus. [4] Con el Bianconeri ganó el campeonato de 1951-1952 , a pesar de haber jugado solo 5 juegos, anotando 2 goles, como reserva del Danés Præst. [4]
La siguiente temporada se mudó a Lazio, el club donde jugó hasta el otoño de 1953, cuando se mudó al Como en la Serie B cuando Alberto Fontanesi lo cerró en el Biancocelesti. [4] En 1954 vuelve a Legnano, de nuevo en la división inferior, donde jugó tres temporadas en B y l ' último lugar entre las lilas en la Serie C . [4] En 1958 regresó a Liguria para jugar para Sammargheritese, con el cual obtuvo el duodécimo lugar en el Grupo A del Campeonato Interregional 1958-1959 : terminaría su carrera competitiva justo después del campeonato con las naranjas. [4]

## Muerte
Murió en su ciudad natal el 5 de marzo de 2020. Falleció el 5 de marzo de 2020 a los noventa y un años.
[3]

## Selección nacional
Convocado cuatro veces en el equipo nacional de alto nivel , debutó anotando en Brentford. Inglaterra, en el torneo olímpico de 1948, el 2 de agosto de 1948 en la victoria por 9-0 sobre los Estados Unidos. Luego jugó su último partido en el equipo nacional el 5 de agosto del mismo año en la derrota por 5- 3 contra Dinamarca. Por lo tanto, fue convocado sin jugar en los juegos del 25 de junio de 1950 contra Suecia (derrota por 3-2) y del 2 de julio de 1950 contra Paraguay (victoria por 2-0) [5], válido para la Copa del Mundo de 1950 realizada en Brasil. Los jugadores del equipo nacional se encuentran entre los recién llegados más jóvenes [6], debutando con poco más de 19 años.

### Participaciones en Juegos Olímpicos
| Torneo                  | Sede    | Resultado        |
| ----------------------- | ------- | ---------------- |
| Juegos Olímpico de 1948 | Londres | Cuartos de final |

### Participaciones en Copas del Mundo
| Mundial                        | Sede   | Resultado    |
| ------------------------------ | ------ | ------------ |
| Copa Mundial de Fútbol de 1950 | Brasil | Primera fase |

## Clubes
| Club                  | País   | Año       |
| --------------------- | ------ | --------- |
| Genoa C. F. C.        | Italia | 1945-1946 |
| Sestrese Calcio       | Italia | 1946-1947 |
| A. C. Legnano         | Italia | 1947-1948 |
| Juventus F. C.        | Italia | 1948-1949 |
| Atalanta B. C.        | Italia | 1949-1951 |
| Juventus F. C.        | Italia | 1951-1952 |
| S. S. Lazio           | Italia | 1952-1953 |
| Calcio Como           | Italia | 1953-1954 |
| A. C. Legnano         | Italia | 1954-1958 |
| A. C. Sanmargheritese | Italia | 1958-1959 |

## Palmarés

### Campeonatos nacionales
| Título  | Club           | País   | Año     |
| ------- | -------------- | ------ | ------- |
| Serie A | Juventus F. C. | Italia | 1951-52 |